# Nikos Nīsiōtīs
Nikolaos Nīsiōtīs, detto Nikos (in greco Νικόλαος "Νίκος" Νησιώτης?; Atene, 21 maggio 1924 – Atene, 18 agosto 1986), è stato un dirigente sportivo e allenatore di pallacanestro greco.

## Biografia
Nīsiōtīs fu tra coloro che diedero maggiore impulso allo sviluppo della pallacanestro in Grecia. Allenò il Panellīnios in A1 Ethniki durante gli Hrisi Pentada ("anni d'oro") negli anni '50, ricchi di successi per la squadra greca, vincendo 3 campionati nazionali (nel 1953, nel 1955 e nel 1957) e due tornei internazionali, il torneo di basket di Bruxelles del 1955 e il torneo di basket di Sanremo del 1956. Nīsiōtīs allenò anche la nazionale greca, che portò alla vittoria della medaglia di bronzo ai II Giochi del Mediterraneo.
Vicepresidente del Comitato Olimpico Ellenico dal 1975 al 1986 e Presidente del consiglio di amministrazione dell'Accademia Olimpica Internazionale dal 1977 al 1986, Nīsiōtīs fu rappresentante permanente della Grecia presso il Comitato Olimpico Internazionale. Ricevette l'Ordine olimpico nel 1986 e venne candidato per l'inserimento nella FIBA Hall of Fame. Morì in un incidente d'auto, all'età di 62 anni.